# Bitva u Pi
Bitva u Pi se odehrála v roce 595 př. n. l. mezi armádami států Čchu a Ťin v Období Jar a podzimů.
Bitva začala, když válečné vozy Ťin vyrazily na pomoc svým dvěma úderným jednotkám a armáda Čchu na ně následně zaútočila. Čchu začalo útok na křídla Ťin a podařilo se mu jeho armádu odrazit, když se do boje zapojilo dalších 40 válečných vozů. Následně Ťin začalo celkový ústup. Bitva tak skončila vítězstvím sil Čchu.